# Liste der Kulturgüter in Mönchaltorf
Die Liste der Kulturgüter in Mönchaltorf enthält alle Objekte in der Gemeinde Mönchaltorf im Kanton Zürich, die gemäss der Haager Konvention zum Schutz von Kulturgut bei bewaffneten Konflikten, dem Bundesgesetz vom 20. Juni 2014 über den Schutz der Kulturgüter bei bewaffneten Konflikten sowie der Verordnung vom 29. Oktober 2014 über den Schutz der Kulturgüter bei bewaffneten Konflikten unter Schutz stehen.
Es sind weder Objekte der Kategorie A, noch Objekte der Kategorie B im Gemeindegebiet ausgewiesen, Objekte der Kategorie C fehlen zurzeit (Stand: 1. Januar 2022). Unter übrige Baudenkmäler sind weitere geschützte Objekte zu finden, die im Verzeichnis der Objekte von überkommunaler Bedeutung der kantonalen Denkmalpflege zu finden und nicht bereits in der Liste der Kulturgüter enthalten sind.

## Übrige Baudenkmäler
| ID               | Foto |                 | Objekt                                  | Kat.   | Typ | Standort                           | Beschreibung |
| ---------------- | ---- | --------------- | --------------------------------------- | ------ | --- | ---------------------------------- | ------------ |
| 19600127         | ja   | Datei hochladen | Neumühle, Wohnhaus mit Mühlelokal       | B reg. | G   | Neumüli 1 696082 / 240335          |              |
| 196BEI00127      | ja   | Datei hochladen | Neumühle, Sägerei und Reibe             | B reg. | G   | Neumüli 1 696065 / 240330          |              |
| 19600213         | ja   | Datei hochladen | Ehemalige Mühle, Wohnhaus               | C      | G   | Wüeristrasse 10 698037 / 242330    |              |
| 19600401         | ja   | Datei hochladen | Reformierte Kirche                      | B reg. | G   | Gossauerstrasse 697042 / 240705    |              |
| 19600575         | ja   | Datei hochladen | Wohnhaus, Hausteil 1                    | C      | G   | Rällikerstrasse 11 696859 / 240699 |              |
| 19600577         | ja   | Datei hochladen | Wohnhaus, Hausteil 2                    | C      | G   | Rällikerstrasse 13 696854 / 240696 |              |
| 19600591         | ja   | Datei hochladen | Kindergarten                            | B reg. | G   | Rietwiesstrasse 4 696808 / 240610  |              |
| 19600606         | ja   | Datei hochladen | Ehemaliger Kehlhof, Wohnhaus mit Anbau  | B reg. | G   | Rällikerstrasse 28 696636 / 240630 |              |
| 19600648         |      | Datei hochladen | Wohn- oder Wehrturm, Hausteil 1         | B reg. | G   | Brunnenweg 3 697003 / 240745       |              |
| 19600650         | ja   | Datei hochladen | Wohn- oder Wehrturm, Hausteil 2         | B reg. | G   | Brunnenweg 1 696998 / 240745       |              |
| 19600760         | ja   | Datei hochladen | Weberei, ehemaliges Fabrikantenwohnhaus | C      | G   | Auenstrasse 760 696779 / 241098    |              |
| 19600771         | ja   | Datei hochladen | Hauptmannshof                           | C      | G   | Lindhofstrasse 1 697040 / 240941   |              |
| 196BRUECKE00001  | ja   | Datei hochladen | Rietwisbrücke oder Tiefentalerbrücke    | B reg. | G   | 696781 / 240624                    |              |
| 196WR-USTER00024 |      | Datei hochladen | Neumühle, Wasserkraftanlage             | B reg. | G   | Neumüli 1 696048 / 240385          |              |

Hinweise zur Legende in dieser Liste:
- Anstelle der KGS-Nummer wird als Objekt-Identifikator (ID) die Inventarnummer im Verzeichnis der Objekte von überkommunaler Bedeutung des kantonalen Denkmalschutzamtes verwendet.
- Bei den Kategorien wird wie folgt unterschieden: B kant. = Objekt von kantonaler Bedeutung (Kanton Zürich); B reg. = Objekt von regionaler Bedeutung (Kanton Zürich)